# 陈彪如
陈彪如（1910年—2003年），别名陈友炳，男，祖籍福建福州，生于湖北孝感。1934年毕业于清华大学研究生院，1946年获美国哈佛大学经济学硕士学位。中国世界经济学家，曾任暨南大学教授、经济系主任。建国后历任复旦大学、东吴大学、震旦大学教授。1952年的院系大调整后进入华东师范大学，历任政治教育系教授，经济系教授、系主任，世界经济研究室主任，远东国际金融学院名誉院长，兼任中华外国经济学说研究会副会长和上海分会长，中国国际金融学会常务理事，上海国际金融学会副会长，上海世界经济学会副会长，上海国际问题研究中心顾问等职。